# Amilo
Amilo è una suddivisione dell'India, classificata come census town, di 21.887 abitanti, situata nel distretto di Azamgarh, nello stato federato dell'Uttar Pradesh. In base al numero di abitanti la città rientra nella classe III (da 20.000 a 49.999 persone).

## Geografia fisica
La città è situata a 26° 04' 39 N e 83° 18' 52 E.

## Società

### Evoluzione demografica
Al censimento del 2001 la popolazione di Amilo assommava a 21.887 persone, delle quali 11.286 maschi e 10.601 femmine. I bambini di età inferiore o uguale ai sei anni assommavano a 4.719, dei quali 2.371 maschi e 2.348 femmine. Infine, coloro che erano in grado di saper almeno leggere e scrivere erano 10.089, dei quali 5.867 maschi e 4.222 femmine.